# Marcel Gumbs
Marcel Faustiano Augustin Gumbs (ur. 26 lutego 1953 na Curaçao) – polityk z Sint Maarten. Premier od 19 grudnia 2014 do 19 listopada 2015. Członek Zjednoczonej Partii Ludowej.